# Riley Moss
Riley Moss (Ankeny, Iowa; 3 de marzo de 2000) es un jugador profesional estadounidense de fútbol americano, se desempeña en la posición de cornerback en Denver Broncos, en la National Football League (NFL).

## Carrera
Hizo su debut profesional con el equipo Denver Broncos, lleva jugando una temporada, comenzó en el 2023.